# Уязд (Свентокшиське воєводство)
Уязд (пол. Ujazd) — село в Польщі, у гміні Іваніська Опатовського повіту Свентокшиського воєводства.
Населення — 525 осіб (2011).
У 1975—1998 роках село належало до Тарнобжезького воєводства.

## Демографія
Демографічна структура на день 31 березня 2011 року:
|          | Загалом | Допрацездатний вік | Працездатний вік | Постпрацездатний вік |
| -------- | ------- | ------------------ | ---------------- | -------------------- |
| Чоловіки | 265     | 60                 | 175              | 30                   |
| Жінки    | 260     | 61                 | 149              | 50                   |
| Разом    | 525     | 121                | 324              | 80                   |